# Jonas Olsson (militär)
Nils Jonas Olsson, född 26 juli 1957 i Umeå stadsförsamling i Västerbottens län, är en svensk militär.

## Biografi
Olsson avlade marinofficersexamen vid Sjökrigsskolan 1980 och utnämndes samma år till löjtnant vid Vaxholms kustartilleriregemente, där han befordrades till kapten 1983. Han befordrades till major 1988 och till överstelöjtnant 1995, var chef för Utbildningsstödssektionen i Utbildningsavdelningen i Grundorganisationsledningen i Högkvarteret 1998–2000 och utnämndes till överstelöjtnant med särskild tjänsteställning vid Vaxholms kustartilleriregemente 1999. År 2004 befordrades han till överste, varpå han var projektledare för Viking i Operativa insatsledningen i Högkvarteret 2004–2005, chef för Första amfibieregementet 2005–2009 (från 2006 benämnt Amfibieregementet) och försvarsattaché vid ambassaden i Paris 2010–2014. Olsson var chefsutvecklare för marinen i Chefsutvecklingsenheten (CUE) i Personalavdelningen i Ledningsstaben i Högkvarteret 2016–2017 och stabschef vid Insatsstaben i Högkvarteret från 2017.
Jonas Olsson invaldes som ledamot av Kungliga Örlogsmannasällskapet 2006. Han tilldelades franska Nationalförtjänstorden 2017.